# Santi Millán
Santiago Millán Montes (ur. 13 września 1968 roku w Barcelonie, w Hiszpanii) – hiszpański aktor i prezenter telewizyjny.

## Życiorys
Dorastał w Katalonii i Andaluzji, zanim podjął studia aktorskie w Institut del Teatre w Barcelonie. Występował na scenie w przedstawieniach: Cubanas a la carta (1988), Cómeme el coco, negro (1989), Cubana Maratón dancing (1992), Cegada de amor (1994–98), 5 Hombres.com, Hombres, mujeres y punto, Ustedes se preguntarán como he llegado hasta aquí (2001) i Comando a distància (2003).
W 1989 roku był prezenterem programów Televisión Española - El día por delante i El martes que viene. Potem prowadził różne programy w TV3 (Els grau-1991 i Teresines S.A.-1993), Telecinco (Me lo dijo Pérez-1999). Na dużym ekranie zadebiutował u boku Penélope Cruz w komedii romantycznej Miłość może całkowicie zniszczyć twoje życie (El Amor perjudica seriamente la salud, 1996) w roli sekretarza. W latach 2001–2002 prowadził audycję radiową w El Terrat. Estem arreglats w Radio Barcelona. Za postać Sergia Antúneza w sitcomie Siedem żyć (7 vidas, 2003-2006) zdobył nominację do nagród - Fotogramas de Plata i Spanish Actors Union. Zagrał główną rolę lekkoducha Pere-Lluca, który wracając do domu kompletnie pijany uderza głową w metalową drabinę, ustawioną na ulicy przez Jordinę w komedii Głupia miłość (Amor idiota, 2004). Kreacja Rubéna w komedii Nikt nie jest doskonały (Va a ser que nadie es perfecto, 2006) została uhonorowana nagrodą na festiwalu filmowym w Peníscoli.
Żyje w nieformalnym związku z Rosą Oluchą, z którą ma syna Marca (ur. 2006).